# Asuka
Asuka — експериментальний транспортний літак, розроблений японською компанією Kawasaki та Національної Аерокосмічної лабораторією Японії (NAL — National Aerospace Laboratory). Роботи проводились за специфікацією американської програми Advanced Medium STOL Transport (AMST). Для цих цілей в 1979 був переобладнаний один транспортний літак Kawasaki C-1.
У літака був змінений профіль крила і два турбовентиляторних двигуна JT8D-M-9 замінені на чотири турбовентиляторних двигуна MITI/NAL FJR 710–600 тягою 4900 кгс. Перший політ літака відбувся в 1985 році. Asuka міг злітати з ЗВС довгою 825 метрів при максимальній вазі. Посадкова дистанція становила 855 метрів. 
При цьому літак міг перевозити до 150 пасажирів.